# True Blue (album)
True Blue is het derde album van zangeres Madonna. Het album dateert uit 1986. De zangeres schreef en produceerde het hele album samen met Stephen Bray en Patrick Leonard. True Blue gaat over haar visies op liefde, werk, dromen en teleurstellingen, en werd geïnspireerd door haar toenmalige echtgenoot Sean Penn, aan wie Madonna het album opdroeg. Muzikaal gezien sloegen de nummers op het album een andere richting in dan haar eerdere pogingen, met klassieke muziek om een ouder publiek aan te spreken dat sceptisch stond tegenover haar muziek. Van True Blue werden wereldwijd 25 miljoen exemplaren verkocht.

## Nummers
1. Papa don't preach
2. Open your heart
3. White heat
4. Live to tell
5. Where's the party
6. True blue
7. La Isla Bonita
8. Jimmy, Jimmy
9. Love makes the world go 'round